# Niquelaustinita
La niquelaustinita és un mineral de la classe dels fosfats, que pertany al grup de l'adelita-descloizita. Rep el nom en al·lusió al domini del níquel sobre el zinc en la composició, i per la seva relació amb l'austinita.

## Característiques
La niquelaustinita és un arsenat de fórmula química Ca(Ni,Zn)(AsO₄)(OH). Va ser aprovada com a espècie vàlida per l'Associació Mineralògica Internacional l'any 1985. Cristal·litza en el sistema ortoròmbic. La seva duresa a l'escala de Mohs és 4. És l'anàleg de níquel de l'austinita i la cobaltaustinita.
Segons la classificació de Nickel-Strunz, la niquelaustinita pertany a «08.BH: Fosfats, etc. amb anions addicionals, sense H₂O, amb cations de mida mitjana i gran, (OH, etc.):RO₄ = 1:1» juntament amb els següents minerals: thadeuïta, durangita, isokita, lacroixita, maxwellita, panasqueiraïta, tilasita, drugmanita, bjarebyita, cirrolita, kulanita, penikisita, perloffita, johntomaïta, bertossaïta, palermoïta, carminita, sewardita, adelita, arsendescloizita, austinita, cobaltaustinita, conicalcita, duftita, gabrielsonita, tangeïta, gottlobita, hermannroseïta, čechita, descloizita, mottramita, pirobelonita, bayldonita, vesignieïta, paganoïta, jagowerita, carlgieseckeïta-(Nd), attakolita i leningradita.

## Formació i jaciments
Va ser descrita al districte de Bou Azer, a la regió de Drâa-Tafilalet, al Marroc. També ha estat descrita a la mina Dome Rock Copper (Austràlia), a la mina Friedrichssegen (Alemanya), i a les mines Esperanza i Km-3 (Grècia).